# Puccinellia beringensis
Puccinellia beringensis är en gräsart som beskrevs av Nikolai Nikolaievich Tzvelev. Puccinellia beringensis ingår i släktet saltgrässläktet, och familjen gräs. Inga underarter finns listade i Catalogue of Life.